# Нурмагомедов, Абубакар Магомедович
Абуба́кар Магоме́дович Нурмагоме́дов (род. 13 ноября 1989, Гоксув, Дагестанская АССР) — российский боец смешанного стиля, представитель полусредней весовой категории.
Выступает на профессиональном уровне начиная с 2011 года, известен по участию в турнирах бойцовских организаций WSOF, PFL, UFC и нескольких других промоушенов. Также является титулованным самбистом, чемпион России по боевому самбо, бронзовый призёр чемпионата мира. Двоюродный брат непобеждённого российского бойца Хабиба Нурмагомедова.

## Биография
Абубакар Нурмагомедов родился 13 ноября 1989 года в селе Гоксув Хасавюртовского района Дагестана. По этническому происхождению является аварцем. Рос в спортивной семье, уже с раннего детства занимался вольной борьбой, а после окончания школы поступил в секцию боевого самбо, проходил подготовку под руководством своего дяди, заслуженного тренера России Абдулманапа Нурмагомедова. Неоднократно становился чемпионом Дагестана и России по боевому самбо, в 2014 году завоевал бронзовую медаль на чемпионате мира по боевому самбо в Москве в категории до 82 кг.

### Начало профессиональной карьеры
Дебютировал в профессиональных смешанных единоборствах в октябре 2011 года, на турнире ProFC в Хасавюрте в первом же раунде «рычагом локтя» победил Ибрагима Джантуханова. В течение трёх последующих лет одержал ещё несколько побед в различных российских промоушенах. Первое в профессиональной карьере поражение потерпел в сентябре 2014 года на турнире в Сочи — в бою с дагестанцем Магомедом Мустафаевым, будущим бойцом UFC, получил сильное рассечение, и во втором раунде врач вынужден был остановить поединок.

### World Series of Fighting
Имея в послужном списке девять побед и только одно поражение, в 2015 году Нурмагомедов подписал контракт с крупной американской бойцовской организацией World Series of Fighting. Дебютировал здесь с победы единогласным решением судей над небитым американским спортсменом Хорхе Морено, затем единогласно победил другого американца Дэнни Дэвиса младшего. В 2016 году одержал в WSOF ещё две победы, техническим нокаутом взял верх над австралийцем Мэттью Фринку и единогласным судейским решением одолел опытного представителя США Джона Говарда.

### Ultimate Fighting Championship
9 ноября 2019 на турнире UFC Fight Night: Magomedsharipov vs. Kattar в Москве состоялся дебютный бой Абубакара Нурмагомедова в UFC с Давидом Завадой. Уже в первом раунде боя Абубакар попался в удушающий приём «треугольник», проведенный Завадой, и постучал в знак сдачи. Таким образом, Абубакар потерпел поражение в своем дебютном бою в UFC удушающим приёмом. Добровольная сдача вызвала резонанс на фоне спорной философии команды Абубакара, в соответствии с которой сдача в бою приводит к большому позору для сдавшегося бойца. Так, ранее, дядя и тренер Абубакара, отец и тренер Хабиба Нурмагомедова, Абдулманап Нурмагомедов, в одном из своих интервью заявил следующее: «У меня всегда вызывали уважение Фергюсон, Дос Аньос, Бен Хендерсон. И тот же Диаз — за его мужество. Но люди, которые стучали и сдавались, это уже бойцы без стержня». Подобной философии придерживался и сам Хабиб Нурмагомедов, который после победы болевым приемом над Конором Макгрегором прокомментировал сдачу соперника следующим образом: «Ты будешь жить с этим позором всю свою жизнь», в то время как фактически у Макгрегора не было иного выбора — отказ от своевременной сдачи потенциально мог бы привести к серьезной травме. Сдача Абубакара в бою с Давидом Завадой вызвала волну насмешек и резко негативную реакцию со стороны фанатов MMA, которые впоследствии называли Абубакара «бойцом без стержня» на фоне высказываний членов его собственной команды.

### Драка на UFC 229
На UFC 229 брат Абубакара, Хабиб Нурмагомедов, после своей победы болевым приёмом над Конором Макгрегором выпрыгнул из октагона и бросился на Диллона Дэниса, углового Макгрегора, в результате чего завязалась потасовка между командами бойцов. Во время потасовки Абубакар залез на сетку октагона, в результате чего получил удар по лицу от Макгрегора. Далее последовала драка Макгрегора с Зубайрой Тухуговым и Эседом Эмирагаевым, после чего Абубакар предпринял повторную попытку атаковать Макгрегора, однако, нарвался на ещё один встречный удар от последнего. В январе 2019 года атлетическая комиссия штата Невада (NSAC) дисквалифицировала бойца на 12 месяцев и оштрафовала на 25 тысяч долларов США за участие в потасовке. Отсчёт срока дисквалификации вёлся с момента боя — 6 октября 2018 года. 22 мая 2019 года атлетическая комиссия штата Невада (NSAC) сократила срок дисквалификации на 35 дней.
Также в бою против Элизеу Залески на UFC on ESPN 46 нанес сопернику удар после гонга, когда тот поднял руку, чтобы пожать ее. Это хорошо видно на повторе видео, доступном на официальном канале UFC платным подписчикам.
14 февраля 2024 года был уволен из UFC. 

## Статистика в профессиональном ММА
| Боёв 22  | Побед 17 | Поражений 4 |
| -------- | -------- | ----------- |
| Нокаутом | 6        | 1           |
| Сдачей   | 4        | 2           |
| Решением | 7        | 1           |
| Ничьи    | 1        | 1           |

| Результат | Рекорд | Соперник                  | Способ                  | Турнир                                             | Дата            | Раунд | Время | Место                   | Примечание                                                                                                 |
| --------- | ------ | ------------------------- | ----------------------- | -------------------------------------------------- | --------------- | ----- | ----- | ----------------------- | --- |
| Поражение | 17-4-1 | Элизеу Залески дус Сантос | Раздельное решение      | UFC Fight Night: Кара-Франс vs. Альбази            | 3 июня 2023     | 3     | 5:00  | Лас-Вегас, Невада, США  | |
| Победа    | 17-3-1 | Гаджи Омаргаджиев         | Единогласное решение    | UFC 280                                            | 22 октября 2022 | 3     | 5:00  | Абу-Даби, ОАЭ           | |
| Победа    | 16-3-1 | Джаред Гуден              | Единогласное решение    | UFC 260                                            | 27 марта 2021   | 3     | 5:00  | Лас-Вегас, США          | |
| Поражение | 15-3-1 | Давид Завада              | Сдача (треугольник)     | UFC Fight Night: Magomedsharipov vs. Kattar        | 9 ноября 2019   | 1     | 2:50  | Москва, Россия          | |
| Ничья     | 15-2-1 | Боян Величкович           | Единогласное решение    | PFL 10                                             | 20 октября 2018 | 2     | 5:00  | Вашингтон, США          | Четвертьфинал PFL 2018 в полусреднем весе. Прошёл дальше через тай-брейк, но затем отказался из-за травмы. |
| Победа    | 15-2   | Джонатан Уэстин           | Единогласное решение    | PFL 6                                              | 16 августа 2018 | 3     | 5:00  | Атлантик-Сити, США      | |
| Поражение | 14-2   | Павел Кущ                 | Сдача (удушение сзади)  | PFL 3                                              | 5 июля 2018     | 2     | 1:23  | Вашингтон, США          | |
| Победа    | 14-1   | Мэтт Секор                | Единогласное решение    | WSOF 35                                            | 18 марта 2017   | 3     | 5:00  | Верона, США             | |
| Победа    | 13-1   | Джон Говард               | Единогласное решение    | WSOF 33                                            | 7 октября 2016  | 3     | 5:00  | Канзас-Сити, США        | |
| Победа    | 12-1   | Мэттью Фринку             | TKO (удары руками)      | WSOF 30                                            | 2 апреля 2016   | 2     | 3:05  | Лас-Вегас, США          | |
| Победа    | 11-1   | Дэнни Дэвис               | Единогласное решение    | WSOF 26                                            | 18 декабря 2015 | 3     | 5:00  | Лас-Вегас, США          | |
| Победа    | 10-1   | Хорхе Морено              | Единогласное решение    | WSOF 22                                            | 1 августа 2015  | 3     | 5:00  | Лас-Вегас, США          | |
| Победа    | 9-1    | Владимир Гунзу            | TKO (удары руками)      | Sochi Star Club: Sochi Star Tournament 3           | 22 февраля 2015 | 1     | N/A   | Сочи, Россия            | |
| Поражение | 8-1    | Магомед Мустафаев         | TKO (остановлен врачом) | Sochi Star Club: Sochi Star Tournament 1           | 1 сентября 2014 | 2     | 4:11  | Сочи, Россия            | |
| Победа    | 8-0    | Ричард Тотрав             | TKO (удары руками)      | Sochi Star Club: Sochi Star Tournament 1           | 1 сентября 2014 | 1     | 4:27  | Сочи, Россия            | |
| Победа    | 7-0    | Дмитрий Капмари           | TKO (punches)           | Союз ветеранов спорта: Кубок чемпионов             | 21 декабря 2013 | 1     | 3:36  | Новосибирск, Россия     | |
| Победа    | 6-0    | Магомед Шахбанов          | TKO (удары руками)      | Лига Кавказ: Grand Umakhan Battle                  | 7 июля 2013     | 1     | 2:46  | Хунзах, Россия          | |
| Победа    | 5-0    | Юрий Григорян             | Сдача (кимура)          | Союз MMA России: чемпионат Санкт-Петербурга по MMA | 31 марта 2013   | 1     | 1:40  | Санкт-Петербург, Россия | |
| Победа    | 4-0    | Сергей Акинин             | TKO (удары руками)      | OctagonMMA Warriors: Nurmagomedov vs. Akinin       | 21 февраля 2012 | 1     | 4:10  | Жуковский, Россия       | |
| Победа    | 3-0    | Адилбек Жалдошов          | TKO (удары руками)      | OctagonMMA Warriors: Nurmagomedov vs. Zhaldoshov   | 21 февраля 2011 | 1     | 3:40  | Жуковский, Россия       | |
| Победа    | 2-0    | Анатолий Сафронов         | Сдача (треугольник)     | Лига Кавказ 2012                                   | 3 июля 2011     | 1     | 2:30  | Хасавюрт, Россия        | |
| Победа    | 1-0    | Ибрагим Джантуханов       | Сдача (рычаг локтя)     | ProFC: Битва на Кавказе                            | 22 октября 2011 | 1     | 1:32  | Хасавюрт, Россия        | |